# Ballettkompanie
Eine Ballettkompanie (auch Ballettcompagnie, Ballettensemble, Balletttruppe oder Corps de ballet) ist eine fest zusammengeschlossene Gruppe von ausgebildeten professionellen Tänzern, zumeist an einem Opernhaus oder Theater, die regelmäßig zuvor einstudierte Ballette zur Aufführung bringt. Hierbei kann, wie beim Theater üblich, zwischen Saisonaufführungen und Repertoirestücken unterschieden werden.
Der Autor des jeweiligen Balletts wird Choreograf genannt.
Der Begriff „Corps de Ballet“ wird hauptsächlich im Zusammenhang mit Ballettkompanien an Opernhäusern verwendet. Das Corps de Ballet ist dort unter anderem für die Gestaltung von Tanz in den Aufführungen von Opern und Operetten zuständig.
Neben der Ballettkompanie, die sich mit dem klassischen Ballett befasst, wird auch der Begriff des Tanzensembles verwendet. Ein Tanzensemble befasst sich ganz allgemein mit der Darstellung von Bühnentanz. Somit ist eine Ballettkompanie ein Spezialfall eines Tanzensembles.

## Ballettkompanien nach Ländern (Auswahl)

### Bulgarien
- Arabesque Contemporary Dance Company, Sofia

### Dänemark
- Den Kongelige Ballet, Kopenhagen

### Deutschland
- Sorbisches National-Ensemble, Bautzen
- Staatsballett Berlin, Berlin
- Hessisches Staatsballett, Darmstadt/Wiesbaden
- Ballett am Theater Dortmund
- Semperoper Ballett, Dresden
- The Forsythe Company, Dresden/Frankfurt am Main
- Ballettcompagnie der Deutschen Oper am Rhein, Düsseldorf/Duisburg
- Aalto Ballett, Aalto-Theater Essen
- Hamburg Ballett, Hamburg
- Ballettensemble Niedersächsisches Staatstheater Hannover
- Badisches Staatsballett Badisches Staatstheater Karlsruhe
- Leipziger Ballett, Oper Leipzig
- Ballett Magdeburg, Theater Magdeburg, Magdeburg
- Ballettmainz, Staatstheater Mainz
- Bayerisches Staatsballett, München
- TanzTheaterMünchen, Staatstheater am Gärtnerplatz, München (künstlerische Leitung: Hans Henning Paar)
- Ballett des Saarländischen Staatstheaters / Donlon Dance Company, Saarbrücken
- Stuttgarter Ballett, Stuttgart

### Frankreich
- Ballets Russes, Paris (1910–1929)
- Ballet de l’Opéra de Paris, Paris

### Großbritannien
- English National Ballet, London
- The Royal Ballet, London
- Sadler’s Wells Ballet, London
- Les Ballets Nègres, London (1946–1952 oder 1953)

### Japan
- K-Ballet, Tokio
- Ballettkompanie des NeuenStaatstheaters, Tokio

### Kanada
- Les Grands Ballets Canadiens de Montréal
- Royal Winnipeg Ballet

### Kuba
- Ballet Nacional de Cuba, Havanna

### Niederlande
- Het Nationale Ballet, Amsterdam
- Nederlands Dans Theater, Den Haag

### Österreich
- Ballettensemble der Wiener Staatsoper, Wien
- Ballettensemble des Salzburger Landestheaters, Salzburg

### Russland
- Kirow-Ballett, Sankt Petersburg
- Bolschoi-Ballett, Moskau
- Perm Ballett, Perm
- Kremlin Ballett, Moskau
- Russisches Staatsballett, Moskau

### Schweiz
- Zürcher Ballett, Zürich

### Spanien
- Compañía Nacional de Danza, Madrid
- Ballet Teatro Español

### Ungarn
- Győri Ballett, Győr

### USA
- New York City Ballet, New York
- American Ballet Theatre, New York
- San Francisco Ballet, San Francisco
- Houston Ballet, Houston
- Philadelphia Dance Company, Philadelphia
- Hubbard Street Dance Chicago